# Radonówki
Radonówki – przysiółek wsi Sielnica w Polsce położony w województwie podkarpackim, w powiecie przemyskim, w gminie Dubiecko.
W latach 1975–1998 przysiółek administracyjnie należał do województwa przemyskiego.